# IC 2885
IC 2885 је појединачна звијезда у сазвјежђу Лав која се налази на листи објеката дубоког неба у Индекс каталогу.
Деклинација објекта је + 9° 46' 20" а ректасцензија 11h 30m 22,5s.